# Niska
Stanislas Dinga Pinto (Évry, Isla de Francia; 6 de abril de 1994), más conocido por su nombre artístico «Niska», es un rapero francés de origen congoleño. Antes de iniciar su carrera en solitario formó parte del grupo de rap Negro Deep.
Ha publicado cuatro álbumes, Charo Life (2015), Zifukoro (2016), Commando (2018) y Mr Sal (2019) con los que ha alcanzando el número 3 en la SNEP (lista oficial de álbumes franceses) y con Commando alcanzó el número 1. Tiene un contrato firmado con Universal Music Francia y Barclay Records. 
Su nombre artístico «Niska» es derivado de su apodo «Stanis», cambiando el orden de la sílaba «nis» y poniéndola al principio de su apodo (Nista), con la «t» sustituida por una «k».

## Discografía

### Álbumes
| Año  | Álbum      | Posición | Posición | Posición | Posición | Posición | Certificación   |
| Año  | Álbum      | FRA      | BEL (Fl) | BEL (Wa) | NLD      | SWI      | Certificación   |
| ---- | ---------- | -------- | -------- | -------- | -------- | -------- | --------------- |
| 2015 | Charo Life | 3        | —        | 10       | —        | —        |                 |
| 2016 | Zifukoro   | 3        | 187      | 12       | —        | 37       | SNEP: Platinum  |
| 2018 | Commando   | 1        | 23       | 3        | 88       | 6        | - SNEP: Diamond |

### Singles
| Año  | Título                                       | Posición | Posición | Álbum      |
| Año  | Título                                       | FRA      | BEL (Wa) | Álbum      |
| ---- | -------------------------------------------- | -------- | -------- | ---------- |
| 2015 | "Gros bonnets" (featuring Madrane)           | 80       | —        |            |
| 2015 | "Ochoa"                                      | 74       | —        | Charo Life |
| 2015 | "Jsuis dans l'truc (Freestyle)"              | 78       | —        |            |
| 2016 | "Maître chien (Freestyle)"                   | 191      | —        |            |
| 2016 | "Zifukoro" (featuring Madrane)               | 120      | —        | Zifukoro   |
| 2016 | "Elle avait son Djo" (featuring Maître Gims) | 9        | —        | Zifukoro   |
| 2016 | "Commando"                                   | 37       | —        |            |
| 2017 | "B.O.C"                                      | 35       | 40       | Commando   |
| 2017 | "J'suis dans l'baye"                         | 81       | —        |            |
| 2017 | "Chasse à l'homme"                           | 71       | 39       | Commando   |
| 2017 | "Réseaux"                                    | 3        | 1        | Commando   |
| 2018 | "W.L.G"                                      | —        | 37       | Commando   |

Otras canciones
| Año  | Título                                                               | Posición | Posición | Posición | Álbum      |
| Año  | Título                                                               | FRA      | BEL (Wa) | SWI      | Álbum      |
| ---- | -------------------------------------------------------------------- | -------- | -------- | -------- | ---------- |
| 2015 | "Matuidi Charo (PSG)" (featuring Rako, Brigi, Trafiquinte & Madrane) | 34       | —        | —        | Charo Life |
| 2016 | "Mustapha Jefferson"                                                 | 111      | —        | —        | Zifukoro   |
| 2016 | "M.L.C" (featuring Booba)                                            | 46       | —        | —        | Zifukoro   |
| 2016 | "Elle avait son djo" (featuring Maître Gims)                         | 127      | —        | —        | Zifukoro   |
| 2016 | "Mauvais payeur" (featuring SCH)                                     | 128      | —        | —        | Zifukoro   |
| 2016 | "Cala boca" (featuring Gradur)                                       | 136      | —        | —        | Zifukoro   |
| 2016 | "Italia"                                                             | 138      | —        | —        | Zifukoro   |
| 2016 | "L'ennemi" (featuring Kalash & Skaodi)                               | 182      | —        | —        | Zifukoro   |
| 2017 | "Tuba Life" (featuring Booba)                                        | 8        | —        | 29       | Commando   |
| 2017 | "Medellin"                                                           | 16       | —        | 30       | Commando   |
| 2017 | "Salé"                                                               | 21       | 42       | 62       | Commando   |
| 2017 | "Story X"                                                            | 32       | —        | —        | Commando   |
| 2017 | "Versus" (featuring MHD)                                             | 34       | —        | —        | Commando   |
| 2017 | "Amour X"                                                            | 39       | —        | —        | Commando   |
| 2017 | "Ah bon?"                                                            | 44       | —        | —        | Commando   |
| 2017 | "Snapchat"                                                           | 46       | —        | —        | Commando   |
| 2017 | "La wewer"                                                           | 64       | —        | —        | Commando   |
| 2017 | "H&M"                                                                | 86       | —        | —        | Commando   |
| 2017 | "Twerk dans l'binks"                                                 | 91       | —        | —        | Commando   |
| 2017 | "Favélas" (featuring Skaodi)                                         | 95       | —        | —        | Commando   |
| 2017 | "D.M.B"                                                              | 162      | —        | —        | Commando   |
| 2018 | "Country"                                                            | 64       | —        | —        |            |

Colaboraciones
| Año  | Título                                                 | Posiciones | Posiciones | Álbum                                      |
| Año  | Título                                                 | FRA        | BEL (Wa)   | Álbum                                      |
| ---- | ------------------------------------------------------ | ---------- | ---------- | ------------------------------------------ |
| 2015 | "Sapés comme jamais" (Maître Gims featuring Niska)     | 3          | 2          | Álbum de Maître Gims Mon cœur avait raison |
| 2015 | "Philly" (Gradur featuring Niska)                      | 138        | —          | Álbum de Gradur ShegueyVara Vol. 2         |
| 2016 | "Elle a mal" (Ninho featuring Niska)                   | 196        | —          | Álbum de Ninho M.I.L.S                     |
| 2017 | "Walou" (KeBlack featuring Niska)                      | 118        | —          | Álbum de KeBlack Premier étage             |
| 2017 | "En leuleu" (Sadek featuring Niska)                    | 150        | —          | Álbum de Sadek #VVRDL                      |
| 2017 | "Koussi koussa" (Kalash featuring Niska)               | 35         | —          | Álbum de Kalash Mwaka Moon                 |
| 2017 | "Sous contrôle" (Dadju featuring Niska)                | 59         | —          | Álbum de Dadju Gentleman 2.0               |
| 2017 | "Ça va aller" (Booba featuring Niska & Sidiki Diabaté) | 40         | —          | Álbum de Booba Trône                       |
| 2018 | "Zoum" (Soprano featuring Niska)                       | 37         | —          | Álbum de Soprano Phoenix                   |